# Севастопольское кладбище (Днепр)
Севастопольское кладбище (укр. Севастопольське кладовище) — кладбище в Соборном районе Днепра. В настоящее время это в основном территория Севастопольского парка. 
Основано в XIX веке. 
Вокруг некрополя в 1955 году был создан парк. В 1977 году парку был присвоен статус мемориального.

## История
История кладбища начинается в XIX веке, когда на этом склоне были похоронены первые умершие в Богоугодных заведениях Екатеринослава.
Когда в 1853 году началась Крымская война, в Екатеринославе были развёрнуты военные госпитали для лечения защитников Севастополя. Скончавшихся военных хоронили на кладбище, которое получило название «Кладбище Севастопольцев» (впоследствии это наименование неофициально трансформировалось в «Севастопольское кладбище»). По разным данным здесь были похоронены от 10 до 40 тысяч российских воинов.
В 1863 году в честь погибших в Крымской войне возле Севастопольского кладбища была возведена Лазаревская церковь.
В 1870 году здесь было основано гражданское кладбище, которое получило официальное название — "Севастопольское". На кладбище стали хоронить обычных горожан (также в 1890 году здесь был похоронен известный в городе титулярный советник, археолог, общественный деятель, предприниматель и краевед Александр Поль). 
Первоначальный участок собственно воинских захоронений, который горожане прозвали «Забытые могилы», находился в запустении, могилы представляли собой ряды холмов, поросших травой. Лишь один раз в году, в Фомино воскресенье, причт Лазаревской церкви совершал на нем торжественную панихиду в память «всех на поле брани убиенных». Сейчас в этом районе — застройка улиц Симферопольской, Севастопольской, Спасской, Чернышевского и Героев Крут (до недавнего времени - ул. Фурманова).
Военные захоронения продолжились во время русско-турецкой, Первой мировой и гражданской войн. В 1930-х годах Севастопольское кладбище пополнилось многими захоронениями умерших от голода.
В 1941 году кладбище и церковь сильно пострадали от бомбардировок немецких войск. Во время нацистской оккупации на кладбище также проводились захоронения.
В послевоенные годы некрополь несколько раз хотели закрыть, и в 1949 году официально объявили закрытым. 
В 1954 году, по инициативе городской интеллигенции, началось благоустройства территории кладбища, была обустроена братская могила воинов, погибших в Крыму.
В 1955 году, в честь 100-летия обороны Севастополя, вокруг кладбища был открыт Севастопольский парк с мемориальным комплексом по проекту доцента Днепропетровского строительного института Олега Петрова. Возведен курган с монументом, сооружена триумфальная арка и аллея Героев.
В 1977 году парку был присвоен статус мемориального.

## Список захороненных и увековеченных

### На главной аллее Севастопольского парка бюстами увековечены герои Крымской войны
- Николай Пирогов — военный врач.
- Игнатий Шевченко — матрос.
- Пётр Кошка (укр. Петро Кішка) — матрос.

- Фёдор Заика — матрос.
- Даша Севастопольская — сестра милосердия.
- Павел Нахимов — адмирал.
- Владимир Корнилов — вице-адмирал.
- Владимир Истомин — контр-адмирал.

### Наиболее известные личности, похороненные на Севастопольском кладбище
- Александр Поль — титулярный советник, археолог, общественный деятель, предприниматель, краевед. Первый почётный гражданин Екатеринослава[1].
- Иван Манжура — украинский поэт и этнограф.
- Адриан Кащенко — украинский историк.
- Анна Валуева-Мунт — русская детская писательница.